# サンパウロ地下鉄16号線
16号線 - シルバー（16ごうせん、英: Line 16 - Silver、葡: Linha 16 - Prata）は、ブラジル連邦共和国サンパウロ州サンパウロ市にあるサンパウロ地下鉄の将来の建設計画である。
当新路線は、延長約8kmで、駅が10駅あり、将来のCachoeirinha駅を起点とし、将来のLapa駅を終点とする路線となる。また、サンパウロ都市圏鉄道会社 (CPTM) 8号線（ダイアモンド）と統合される、モノレール路線として建設される予定である。
当新路線は、6号線（オレンジ）（建設中）ならびにCPTM8号線（ダイアモンド）と統合されることになっている。